# سابق البربري
سابق البربري هو أبو عبد الله، أو أبو أمية، ويقال أبو المهاجر، أو أبو سعيد ، شاعر من الزهاد، وهو ليس منسوباً إلى البربر وإنما لقب له. ويرده بعض الباحثين إلى أصول عربية، ويرى أنه هاجر من المغرب العربي إلى بلاد الشام.

## إقامته في الشام
أقام سابق في الشام، وكان مهتماً برواية الحديث النبوي الشريف، وقد حدّث فيها، وله روايات عن مكحول الدمشقي (ت112هـ). وممن روى عن سابق الإمامُ الأوزاعي (ت157هـ). واشتغل في القضاء؛ فقد كان قاضي الرقة وإماماً لمسجدها في خلافة عمر بن عبد العزيز (ت101هـ)، واشتهر بالوعظ، وله أخبار في وعظ الخليفة عمر بن عبد العزيز.

## الشعر
كان سابق البربري إضافة إلى هذا شاعراً، وكان ينشد الخليفة من شعره، ومعلوم أن عمر بن عبد العزيز كان لا يقرب الشعراء، ولكن غلبة الوعظ على شعر سابق جعلته من جلسائه، يضاف إلى ذلك أن الخليفة كان متحققاً من صدق سابق وواثقاً بزهده وورعه، ولهذا كان يتأثر به ويبكي حتى يقع مغشياً عليه.

## رأي الجاحظ في سابق
لقي شعر سابق قبولاً عند علماء الحديث ورواته، لكن النقاد رأوا فيه رأياً آخر؛ فالجاحظ يقول في البيان والتبيين: «لو كان شعر صالح بن عبد القدوس وسابق البربري مفرقاً في أشعار كثيرة لصارت تلك الأشعار أرفع مما هي عليه بطبقات، ولصار شعرهما نوادرَ سائرةً في الآفاق، ولكن القصيدةَ إذا كانت كلُّها أمثالاً لم تسِرْ ولم تجْرِ مجرى النوادر، ومتى لم يخرجِ السامعُ من شيء إلى شيء لم يكنْ لذلك النظامِ عنده موقع».
يفهم من كلام الجاحظ، ومن مطالعة شعره، أن أغراض شعره معروفة وهي الحكمة والوعظ والمثل، وهي من الأشعار الجيدة في ذاتها، لكنها لا ترفع مكانة الشاعر كثيراً، إذ ثمة أغراض أخرى للشعر، والشاعر المجيد هو الذي ينظم في أكثر أغراض الشعر حتى يُحكم له بالتفوق.
استشهد النحاة بشعر سابق البربري، وهذا يعني أن أشعاره كانت سليمة من الشوائب، ومما استشهدوا به في معاني اللام قوله:
ومن شعره المشهور الذي أنشده للخليفة عمر بن عبد العزيز قوله:
وشعره كما ذُكِر آنفاً مملوء حكمة ومثلا ووعظا؛ زهد فيه بالدنيا، وحذر من اتباع الهوى، ودعا إلى الإيمان بالقدر خيره وشره من الله، وتحدث عن الموت والقبر والساعة والحساب والجنة والنار.